# Merionoeda atriceps
Merionoeda atriceps är en skalbaggsart som beskrevs av J. Linsley Gressitt och Yves Rondon 1970. Merionoeda atriceps ingår i släktet Merionoeda och familjen långhorningar.
Artens utbredningsområde är Laos. Inga underarter finns listade i Catalogue of Life.